# Dasychira tristis
Dasychira tristis är en fjärilsart som beskrevs av Franciscus J.M. Heylaerts 1892. Dasychira tristis ingår i släktet Dasychira och familjen tofsspinnare. Inga underarter finns listade i Catalogue of Life.